# Chitray

Chitray este o comună în departamentul Indre, Franța. În 1 ianuarie 2022 avea o populație de 173 de locuitori.